# En la frontera
En la frontera es una novela escrita por el autor estadounidense Cormac McCarthy. Fue publicada en 1994 por la editorial Alfred A. Knopf. Es la segunda novela en la Trilogía de la frontera.
Al igual que su predecesora, Todos los hermosos caballos, En la frontera es una novela sobre la maduración de un joven en la frontera entre Estados Unidos y México. Está ambientada durante el periodo previo a la Segunda Guerra Mundial y se enfoca en la vida de Billy Parham, un joven vaquero, su familia y su hermano menor, Boyd. La novela narra tres viajes desde Nuevo México hasta México y es considerada más melancólica que la primera parte de la trilogía, aunque no tan desesperanzadora como los trabajos anteriores de McCarthy.

## Resumen del argumento
La novela inicia relatando varias expediciones realizadas por Billy y su padre y en algunas ocasiones con la participación de Boyd. Ellos tratan de rastrear y atrapar una loba preñada que ha estado matando reses en la finca de la familia.
Cuando Billy finalmente captura al animal, en lugar de matarlo, fabrica un bozal, se lo coloca a la loba y viaja al sur, determinado a regresarla a su hábitat natural en las montañas de México. Billy se encariña con el animal e incluso arriesga su vida por ella en más de una ocasión. Durante el viaje, Billy se encuentra con otras personas, algunas de las cuales comparten con él en diálogos sofisticados sus filosofías y experiencias.
Al regresar de su viaje, Billy descubre que un grupo de ladrones asesinó a sus padres y robaron los caballos de la familia. Junto con Boyd, regresa a México para tratar de recuperar los animales robados. Sin embargo, en una pelea, a Boyd le disparan en el pecho y, después de recuperarse, huye con una joven mexicana. Billy decide regresar nuevamente a los Estados Unidos.
A pesar de todo, Billy regresa nuevamente a México para tratar de conocer el paradero de su hermano. Allí, descubre que Boyd fue asesinado en un tiroteo, por lo que Billy decide encontrar sus restos y regresarlos a Nuevo México. Después de exhumar el cuerpo de su hermano, se dirige a los Estados Unidos, pero es asaltado por un grupo de bandidos quienes profanan los restos de Boyd y apuñalan el caballo de Billy. Unos gitanos ayudan a curar al caballo y Billy logra su cometido.
La novela termina con Billy solo y desolado encontrándose con un perro golpeado, el cual se le acerca. El joven ahuyenta al perro de mala gana, pero poco después siente el remordimiento y trata de buscarlo. Al no poder encontrarlo, rompe en llanto.